# Белоярская культура
Белоярская культура — археологическая культура таёжной зоны Западной Сибири (ХМАО), распространившаяся в эпоху раннего железного века (VI—III вв. до н. э.).

## Описание
Источник: 
Белоярская культура выделена Ю. П. Чемякиным в 1989 году. Городища относительно большие по площади, располагались у края речных террас и в их глубине (лесные городища). Вдоль края террас городища тянутся на 53—78 м, лесные имеют длину до 118 м, ширину 65—98 м. Из обнаруженных городищ только одно самое позднее — Барсов Городок имело защищённую площадку размерами  24х22 м, на которой располагались четыре жилища-полуземлянки. Система укреплений состояла из рва и вала. На городищах и селищах постройки стояли без определённого порядка. Исследованные жилища относятся в основном к двум типам — наземные и с углубленным в грунт основанием. Наземные размерами 6—9 х 5—8 м, имели один открытый очаг, углубленные — 11—15 х 6—12 м были с двумя и более очагами. На могильнике вскрыты два погребения, в одном из которых зафиксированы следы кремации.
Керамика  представлена преимущественно слабо профилированными круглодонными сосудами котловидной формы, иногда с поддоном. В памятниках встречаются горшки, реже — большие чаши и четырёхугольные плоскодонные сосуды. Орнаментирована преимущественно верхняя треть сосудов. Узоры наносили штампами различных видов: гребенчатым, змейчатым, крестовидным, ромбическим, оттиски которых образуют горизонтальные зоны из параллельных линий, рядов разнонаклонных оттисков гребёнки и зигзагов. Под венчикомсосудов проходит поясок ямок. Такие горизонтальные пояски из ямок встречаются также на нижней части ранних белоярских сосудов, что отражает традиции гребенчато-ямочной орнаментации эпохи бронзы. На раннем этапе применялась орнаментация прокаткой мелкогребенчатого и змейкового штампов. На позднем этапе исчезает прокатка, узоры нанесены из оттисков крестовых штампов, которые сменяются оттисками фигурных штампов в виде ромбов, треугольников, крупного гребенчатого штампа.
Основу хозяйства составляли охота и рыболовство. На поселениях найдены кости северного оленя и мелких пушных животных. Несмотря на атрибуцию железного века, изделий из железа не встречено. Носителям культуры была известна плавка бронзы, однако изделия обихода они предпочитали делать из камня.
Белоярская культура сформировалась на основе местной барсовской культуры эпохи поздней бронзы при участии атлымской культуры Нижнего Приобья IV—III веков до н. э. Белоярская культура явилась одним из компонентом сложения кулайской культуры Сургутского Приобья.